# کیم هی-ئه
کیم هی-ئه (انگلیسی: Kim Hee-ae؛ زادهٔ ۲۳ آوریل ۱۹۶۷) بازیگر، و بازیگر سینما اهل کره جنوبی است. وی از سال ۱۹۸۲ میلادی تاکنون مشغول فعالیت بوده‌است. از فیلم‌ها یا مجموعه‌های تلویزیونی که در آنها ایفای نقش کرده‌است می‌توان به سریال کیمیاگر (۲۰۱۱) ، راز عشق و عاشقی (۲۰۱۴) ، سریال حامی (۲۰۲۳) اشاره کرد.